# Ian Collins
Ian Glen Collins (Glasgow, 23 aprile 1903 – Bearsden, 20 marzo 1975) è stato un tennista britannico.

## Carriera
Tennista specializzato nel doppio ha ottenuto in questa disciplina i migliori risultati, ha disputato due finali Slam nel doppio maschile in coppia con Colin Gregory e due finali nel doppio misto senza tuttavia riuscire a uscirne vincitore.
Nel biennio 1929-30 ha fatto parte della squadra britannica di Coppa Davis ottenendo un punteggio perfetto di sei vittorie in altrettanti incontri.

## Finali del Grande Slam

### Doppio maschile

#### Finali perse (2)
| Anno | Torneo                      | Superficie | Compagno      | Avversari in finale         | Punteggio                 |
| 1929 | Australian Championships    | Erba       | Colin Gregory | Jack Crawford Harry Hopman  | 1–6, 8–6, 6–4, 1–6, 3–6   |
| 1929 | Torneo di Wimbledon, Londra | Erba       | Colin Gregory | Wilmer Allison John Van Ryn | 4–6, 7–5, 3–6, 12–10, 4–6 |

### Doppio misto

#### Finali perse (2)
| Anno | Torneo                          | Superficie | Compagna    | Avversari in finale      | Punteggio     |
| 1929 | Torneo di Wimbledon, Londra     | Erba       | Joan Fry    | Helen Wills Frank Hunter | 1–6, 4–6      |
| 1931 | Torneo di Wimbledon, Londra (2) | Erba       | Joan Ridley | Anna Harper George Lott  | 3–6, 6–1, 1–6 |